# Histoire des Alpes - Storia delle Alpi - Geschichte der Alpen
La revue Histoire des Alpes - Storia delle Alpi - Geschichte der Alpen (nom en français, italien et allemand) est une revue créée en 1996 par l'Association internationale pour l'histoire des Alpes, créée elle le 7 octobre 1995.
La revue entend « porter un regard scientifique sur l'histoire des Alpes, dans le but de promouvoir la communication et les échanges ».

## Présentation
La revue contient des articles scientifiques soumis à un comité de lecture en langue allemande, française ou italienne avec des résumés en anglais. La publication alterne l’édition d’une sélection des communications présentées dans le cadre d'un colloque, un dossier thématique et une section nommée Forum rassemblant des contributions de chercheurs principalement de tout l'arc alpin.
Les contributions peuvent être soumises directement au comité de rédaction de la revue. La revue est disponible sous la forme d'une publication imprimée, ainsi qu'en version électronique en Open Access. 
Le comité de rédaction est composé en 2021 de Simona Boscani Leoni (Berne-Lausanne), Anne-Lise Head-König (Pfeffingen) et Luigi Lorenzetti (Mendrisio).

## Thèmes annuels
- no 1 1996 : Des Alpes traversées aux Alpes vécues
- no 2 1997 : Les Alpes de Slovénie
- no 3 1998 : Mobilités spatiales et frontières
- no 4 1999 : Voisins ? Vallée d'Aoste et Valais
- no 5 2000 : Ville et montagne
- no 6 2001 : Entre les Alpes et la mer
- no 7 2002 : Le culture matérielle - Sources et problème
- no 8 2003 : Andes - Himalaya - Alpes
- no 9 2004 : Tourisme et changements culturels
- no 10 2005 : L'Autriche intérieur
- no 11 2006 : Cultures alpines
- no 12 2007 : Traditions et modernités
- no 13 2008 : Alimentation et santé
- no 14 2009 : Migrations de retour
- no 15 2010 : L'homme et l'animal sauvage
- no 16 2011 : L'invention de l'architecture alpine
- no 17 2012 : Terres hautes - terres basses : disparités
- no 18 2013 : Religions et confessions
- no 19 2014 : Les ressources naturelles
- no 20 2015 : Des manufactures aux fabriques
- no 21 2016 : Transits
- no 22 2017 : Sports et loisirs
- no 23 2018 : Frontières
- no 24 2019 : Pâturages et forêts collectifs
- no 25 2020 : Pluriactivité
- no 26 2021 : Histoire naturelle et montagnes
- no 27 2022 : Conflits d'usage
- no 28 2023 : À l'école de la montagne
- no 29 2024 : Foires, marchés et marchands